# Ingrid Jørgensen
Ingrid Kvist Jørgensen f. Ingrid Kvist Pedersen (født 17. august 1922 i Pindstrup, død 18. oktober 1997 i København) var gift med tidligere statsminister Anker Jørgensen fra 1948 til sin død.
Hun blev født og voksede op i Pindstrup på Djursland og var uddannet barneplejerske. Som husmor engagerede Ingrid Jørgensen sig blandt andet i den lokale afdeling af DUI-Leg og Virke i det københavnske kvarter Sydhavnen og var også aktiv i socialt arbejde. I den forbindelse var hun med til at stifte plejehjemmet Plejebo i Saxogade på Vesterbro i København. Hun var bestyrelsesformand i 17 år, fra det blev indviet i 1977 til 1994.
Som landets førstedame optrådte Ingrid Jørgensen med diskretion og værdighed. Hun lagde aldrig skjul på, at hun, selv om hun var en offentlig person, så det som sin primære opgave at være den faste støtte for sin mand og deres fire børn. 
Ingrid Jørgensen døde af den aggressive og uhelbredelige muskelsvindsygdom ALS (Amyotrofisk lateral sklerose), der blev diagnosticeret blot seks måneder før hendes død. Sygdommen var den direkte årsag til, at Anker Jørgensen ved flere lejligheder har støttet Muskelsvindfondet, også økonomisk.